# Maschinenpistole 34
Die MP 34 ist eine Maschinenpistole, die in den österreichischen Steyr-Werken hergestellt und vorwiegend von der österreichischen Polizei und Armee sowie während des Zweiten Weltkriegs von verschiedenen Einheiten der Wehrmacht und der Waffen-SS verwendet wurde.

## Geschichte
Die MP 34 basiert auf einer von Louis Stange bei Rheinmetall vorgenommenen Weiterentwicklung der Bergmann MP 18 und ähnelt ihr im Aufbau. Da nach dem Versailler Vertrag das Verbot der Herstellung automatischer Waffen im Deutschen Reich galt, erwarb Rheinmetall 1929 die Schweizer Waffenfabrik Solothurn und entwickelte dort den Prototyp der MP 34 unter der Bezeichnung S1-100. Wegen der ungenügenden Kapazitäten der Waffenfabrik Solothurn für die Massenproduktion erwarb Rheinmetall einen Mehrheitsanteil an den österreichischen Steyr-Werken und brachte die MP 34 über die Steyr-Solothurn Waffen AG auf den Markt.

## Konstruktion

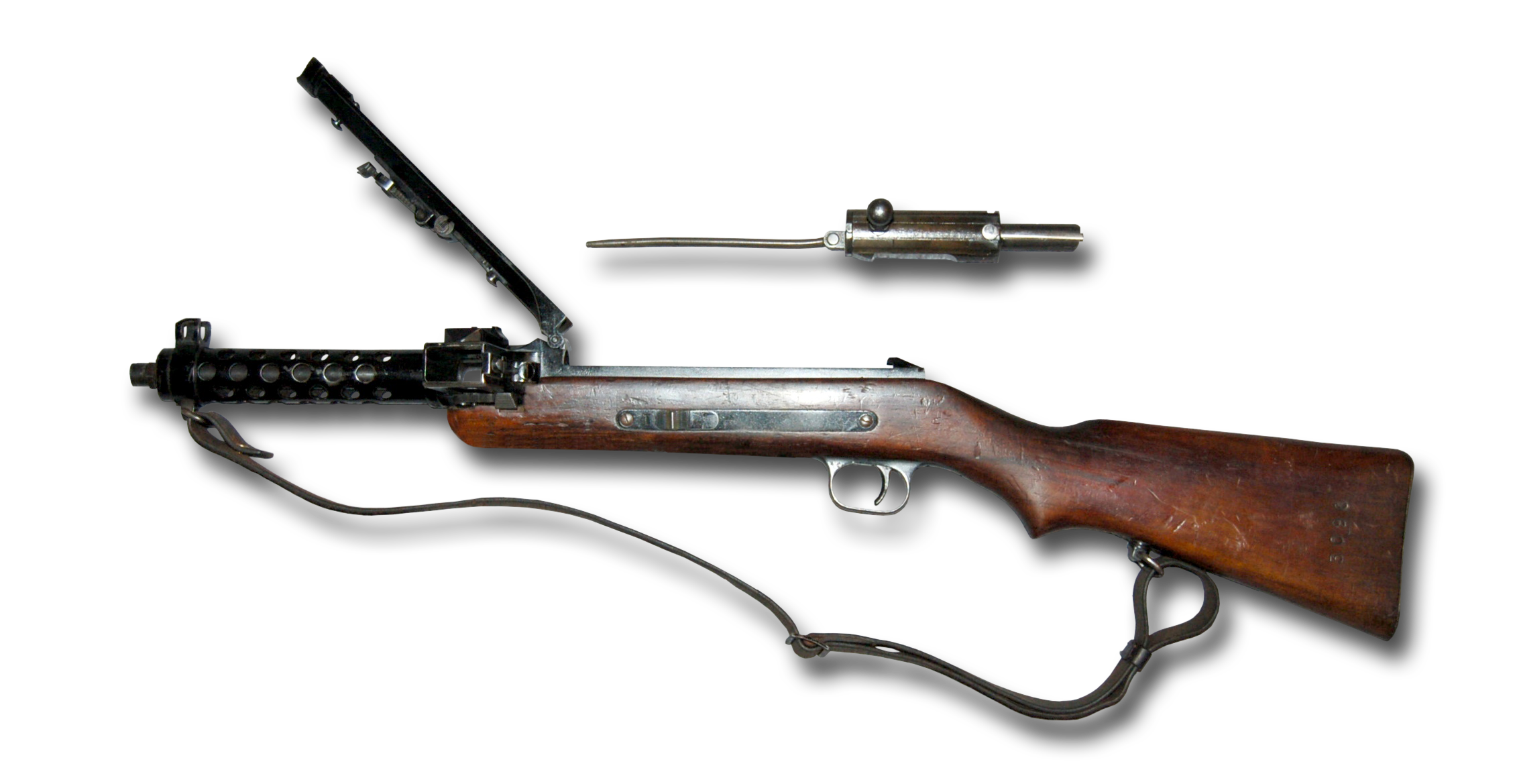
MP 34 mit geöffnetem Gehäusedeckel

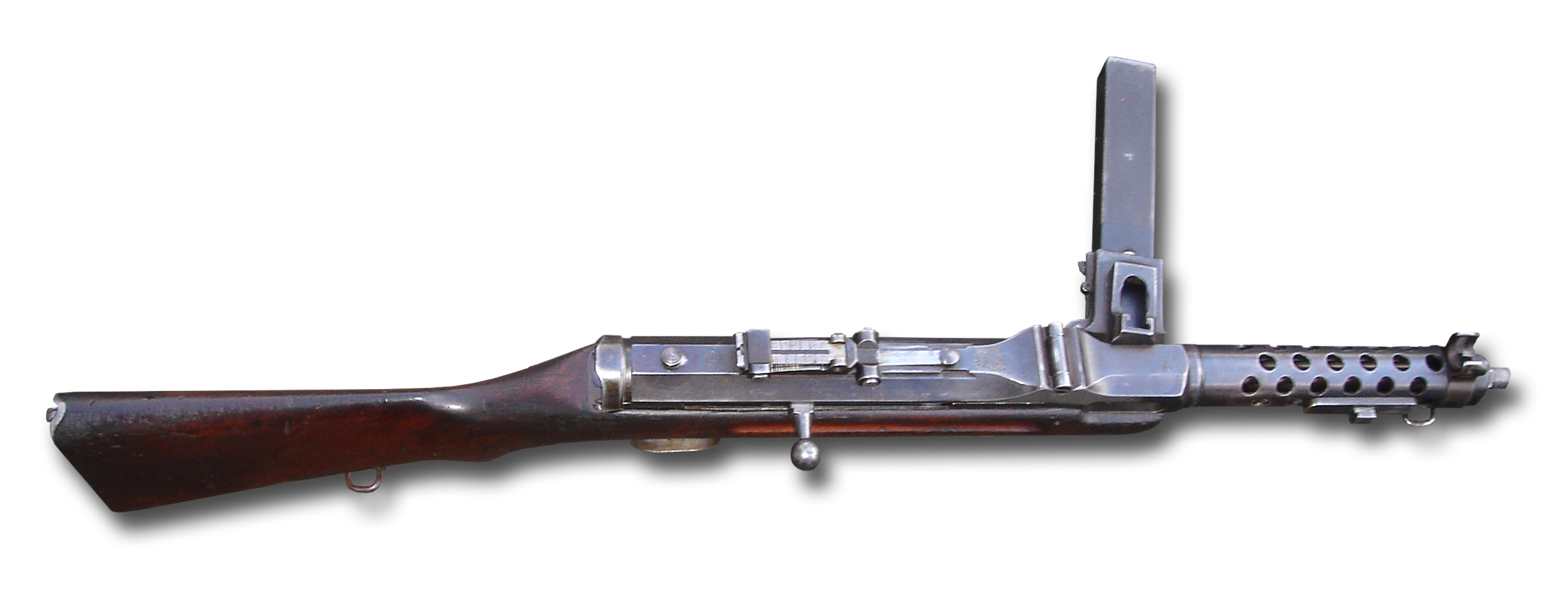
Rechts vorne an der Laufummantelung ist die Bajonetthalterung zu sehen

Die MP 34 ist ein Rückstoßlader, der für Einzel- und Dauerfeuer eingerichtet ist. Die Feder wird über eine Schubstange im hölzernen Schaft gelagert. Zugang zur Abzugseinheit, dem Verschluss und dem Schlagbolzen erlangt man über einen nach vorn aufklappbaren Gehäusedeckel. Der Feuerwahlhebel und die Sicherung befinden sich links am Gehäuse. Die Sicherung erfolgt über eine Bolzenverriegelung, ähnlich der in der später entwickelten MP 38. Diese Verriegelung wirkt sowohl bei gespannter als auch bei entspannter Waffe. Die Magazine mit einer Kapazität von 20 oder 32 Schuss wurden, leicht nach vorn angewinkelt, auf der linken Gehäuseseite horizontal eingeschoben. Eine Besonderheit ist die Möglichkeit, ein volles Magazin horizontal oder ein leeres Magazin vertikal von unten einzuschieben. Das leere Magazin kann dann mit Ladestreifen zu jeweils 8 Schuss geladen werden.
Alle MP 34 haben einen Holzschaft und ein gelochtes Kühlgitter um den Lauf. Optional war ein abnehmbares Zweibein verfügbar. Als Zielhilfe dient ein fest installiertes Visier mit Kimme und Korn für Entfernungen von 50 bis 500 Metern. Als Zubehör gab es zwei Magazintaschen mit jeweils drei Magazinen, ein Bajonett, eine Ladehilfe sowie ein Reinigungsset.

## Einsatzbereiche
1930 wurde die Waffe als Steyr MP30 im Kaliber 9 × 23 mm Steyr bei der österreichischen Polizei eingeführt. Die österreichische Armee verwendete die Waffe als Steyr MP34 im stärkeren Kaliber 9 × 25 mm. Im Kaliber .45 ACP wurde sie nach Chile, Bolivien, El Salvador, Uruguay und Venezuela exportiert. Mit dem Anschluss Österreichs 1938 führte das Deutsche Reich die Waffe als MP 34 (ö) im Kaliber 9 × 19 mm in der Wehrmacht und Waffen-SS ein. 1938 kaufte Portugal die Waffe im Kaliber 7,65 mm Luger und führte sie in diversen Einheiten als m/938 ein. 1941 und 1942 wurden weitere Waffen, diesmal im Kaliber 9 × 19 mm, nach Portugal exportiert, die dort unter der Bezeichnung m/942 verwendet wurden. In Portugal fanden die Waffen noch bis in die 1970er-Jahre im portugiesischen Kolonialkrieg Verwendung.

## Sonstiges

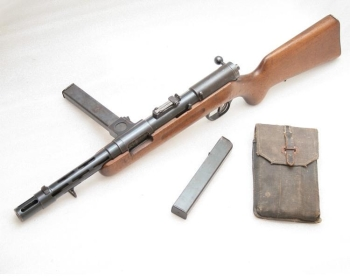
Bergmann MP 35

Eine weitere Maschinenpistole mit der Bezeichnung MP 34 ist die von Theodor Bergmann in Suhl entwickelte Bergmann-MP 34 (auch MP34/1 und MP 35 bzw. 35/1). Sie basiert auf dem Bergmann-Maschinen-Karabiner (BMK) 32. Trotz gewisser äußerer Ähnlichkeiten wie dem perforierten Laufmantel und dem Holzschaft lässt sie sich von der Steyr-MPi durch das rechts angesetzte Magazin unterscheiden.